# Kamenica (gmina Čelinac)
Kamenica (cyr. Каменица) – wieś w Bośni i Hercegowinie, w Republice Serbskiej, w gminie Čelinac. W 2013 roku liczyła 38 mieszkańców.